# 裴潾
裴潾（?—838年），唐代河东闻喜（今山西闻喜县）人。
以门荫入仕，擢起居舍人，敬宗宝历初年，曾任给事中。太和年間拜河南尹，官刑部侍郎，終官兵部侍郎。一生历唐宪宗、穆宗、敬宗、文宗四朝，“以道義自處，事上盡心，尤嫉朋黨，故不為權幸所知”。卒于唐文宗开成三年(838年)。

## 延伸阅读
[在维基数据编辑]
 在维基文库阅读此作者作品
 《舊唐書·卷171》，出自刘昫《舊唐書》
 《新唐書·卷118》，出自《新唐書》